# Ornithorhynchidae
Gli Ornitorinchidi (Ornithorhynchidae J.E. Gray, 1825) sono una famiglia di mammiferi ovipari appartenenti, assieme ai Tachiglossidi, all'ordine dei Monotremi e rappresentati da un'unica specie vivente: l'ornitorinco (Ornithorhynchus anatinus).
La famiglia viene suddivisa in due generi, di cui uno conosciuto soltanto allo stato fossile:
- † Genere Obdurodon
  - † Obdurodon dicksoni
  - † Obdurodon insignis
  - † Obdurodon tharalkooschild
- Genere Ornithorhynchus
  - Ornithorhynchus anatinus

Altri tre generi fossili molto antichi, Steropodon, Teinolophos e Megalibgwilia (quest'ultimo precedentemente ed impropriamente conosciuto anche come Ornithorhynchus maximus) anche se considerati filogeneticamente vicini alla famiglia, non rientrano al suo interno.